# Pseudopleuropus indicus
Pseudopleuropus indicus är en bladmossart som beskrevs av Chiang Tzen-yuh 1998. Pseudopleuropus indicus ingår i släktet Pseudopleuropus och familjen Brachytheciaceae. Inga underarter finns listade i Catalogue of Life.